# 킬로모나스속
킬로모나스속(Chilomonas)은 은편모조류 속의 일종이다. 이전에는 크립토모나스 파라메키움(Cryptomonas paramecium)을 킬로모나스속으로 분류했으나 현재는 크립토모나스속으로 분류하고 있다.

## 하위 종
- Chilomonas cryptomonadoides Skuja
- Chilomonas curvata Pringsheim
- Chilomonas cylindrica (Ehrenberg) W.S.Kent
- Chilomonas insignis (Skuja) Javornicky
- Chilomonas oblonga Pascher